# Férfi egyéni párbajtőrvívás az 1904. évi nyári olimpiai játékokon
A St. Louisban megrendezett 1904. évi nyári olimpiai játékokon a férfi egyéni párbajtőrvívás egyike volt az öt vívószámnak. 5 vívó indult 3 nemzetből.

## Eredmények
Csak a végső sorrend ismeretes, a mérkőzések eredményei nem.
| Döntő |                                            |
| Arany | Ramón Fonst · Kuba (CUB)                   |
| Ezüst | Charles Tatham · Kuba (CUB)                |
| Bronz | Albertson Van Zo Post · Kuba (CUB)         |
| 4     | Gustav Casmir · Németország (GER)          |
| 5     | Fitzhugh Townsend · Egyesült Államok (USA) |